# Краиничи (Мехединци)
Краиничи (рум. Crainici) насеље је у Румунији у округу Мехединци у општини Бала. Oпштина се налази на надморској висини од 229 m.

## Становништво
Према подацима из 2002. године у насељу је живело 444 становника, од којих су сви румунске националности.